# Craters of the Moon nationalmonument

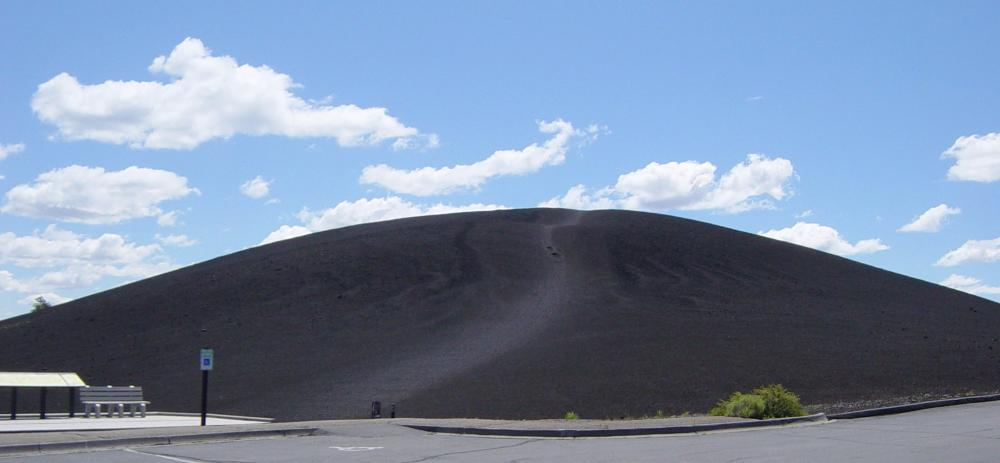
Craters of the Moon nationalmonument

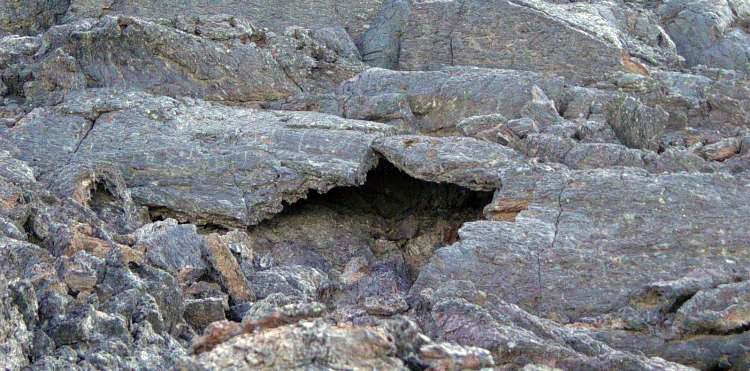
Lavaflöde

Craters of the Moon nationalmonument ligger i delstaten Idaho i USA. I området finns en större samling utdöda vulkaner och lavaflöden.